# Juliet Mitchell
Juliet Mitchell   (Christchurch, 4 d'octubre de 1940) és una psicoanalista i feminista marxista.

## Biografia
Mitchell va néixer a Nova Zelanda el 1940, i es va mudar a Anglaterra el 1944. Va assistir al St Anne's College d'Oxford, on va realitzar el grau en Estudis Anglesos, desenvolupant també treballs de postgrau. Va ensenyar Literatura anglesa des de 1962 fins a 1970 a la Universitat de Leeds i a la Universitat de Reading.
El 1962 es va casar amb l'historiador marxista Perry Anderson, que llavors treballava per a la New Left Review. A la dècada del 1960, Mitchell va ser una activa progressista i va participar del comitè editorial de New Left Review.
Va ser membre del Jesus College de Cambridge i professora de psicoanàlisi i estudis de gènere a la Universitat de Cambridge. El 2010 va ser nomenada directora del Programa de doctorat en Estudis Psicoanalítics del University College de Londres.

## Pensament
A partir d'un marxisme crític, Mitchell considera que la vida de les dones no només està profundament influïda pel sistema de producció econòmica, sinó també i principalment per les modalitats reproductives, la sexualitat i les dinàmiques de socialització dels fills, i defensa que socialisme i feminisme no mantenen posicions oposades sinó que es desenvolupen en sintonia. L'alliberament femení ha de plantejar-se com una lluita global contra l'estructura opressiva de sistema productiu i de gènere. El socialisme per si sol no resol automàticament la posició de les dones, sinó que és necessària una revolució i transformació en el sistema de producció. Mitchell planteja una forma de teoria de sistemes dual, en la qual explica que la subordinació de les dones sorgeix tant del sistema econòmic capitalista, com de les pràctiques i assumpcions ideològiques que justifiquen el rol domèstic de les dones.

## Obra

### Monografies
- Mitchell, Juliet. Woman's estate.  Harmondsworth: Penguin, 1971. ISBN 9780140214253.

- Mitchell, Juliet. Psychoanalysis and feminism: Freud, Reich, Laing, and women.  Nueva York: Pantheon Books, 1974. ISBN 9780394474724.

- Mitchell, Juliet. Women, the longest revolution.  Nova York, New York: Pantheon Books, 1984. ISBN 9780394725741.

- Mitchell, Juliet. Mad Men and Medusas: Reclaiming Hysteria.  Basic Books, 2000, p. 380. ISBN 0465046134.

- Mitchell, Juliet. Siblings: sex and violence.  Cambridge, UK Malden, Massachusetts: Polity Press, 2003. ISBN 9780745632216.

- Mitchell, Juliet «Feminine sexuality: Jacques Lacan and the École freudienne». Palgrave, 2007, pàg. 287.

### Llibres
- Mitchell, Juliet; Oakley; Ann. The rights and wrongs of women.  Harmondsworth New York: Penguin, 1976. ISBN 9780140216165.

- Mitchell, Juliet (editor). Feminine sexuality: Jacques Lacan and the école freudienne.  Nova York London: Pantheon Books W.W. Norton, 1985. ISBN 9780393302110.

- Mitchell, Juliet; Oakley; Ann. What is feminism?.  Oxford (Regne Unit): Basil Blackwell, 1986. ISBN 9780631148432.

- Mitchell, Juliet (editor); Klein; Melanie. The selected Melanie Klein.  Nueva York: Free Press, 1987. ISBN 9780029214817.

- Mitchell, Juliet; Oakley; Ann. Who's afraid of feminism?: seeing through the backlash.  Nueva York: New Press Distributed by W.W. Norton, 1997. ISBN 9781565843851.

- Mitchell, Juliet. Frères et sœurs: sur la piste de l'hystérie masculine.  París: éditions des femmes, 2008.